# Europe (fille de Tityos)
Pour les articles homonymes, voir Europe (homonymie).
Dans la mythologie grecque, Europe ou Europé (en grec ancien Εὐρώπη / Eurôpê) est la fille du géant Tityos. Elle s'unit avec Poséidon, de qui elle enfante Euphémos,, — un des Argonautes — sur les bords du fleuve Céphise. 
C'est l'ancêtre mythique des Battiades, les rois grecs de Cyrène.